# Hans Truijen
Johannes Paulus Franciscus Truijen (* 13. Februar 1928 in Surabaya, Jawa Timur; † 9. Juli 2005 in Klimmen, Zuid-Limburg) war ein niederländischer Maler und Glaskünstler.

## Leben
Truijen war der Sohn des Bildhauers Marc Truijen und Zwillingsbruder des Architekten Emile Truijen. Hans Truijen lebte bis zu seinem dritten Lebensjahr in Niederländisch-Indien und wuchs anschließend in Den Haag auf. Später besuchte er die Jan van Eyck Academie in Maastricht, wo er von Jos ten Horn und Mattheus Josephus (Thé) Lau unterrichtet wurde. Im Jahr 1955 schloss er sein Studium mit summa cum laude ab.
Truijens Arbeiten umfassten Gemälde, Mosaike, Wandgemälde und Bleiglasfenster und zu den Werkstätten, in denen er seine Fenster fertigte, gehören das Atelier Flos in Steyl, die Werkstatt von Hubert Felix in Maastricht und die Werkstatt Joëlle d’Alsace in Lanaken.
Die Fenster, die er von 1966 bis 1968 für die Sint-Martinuskerk in Wyck (Maastricht) anfertigte, wurden von Kritikern sowohl gepriesen als auch durchwachsen aufgenommen. Er verband hier alte und neu Techniken: Mit der Siebdruckmethode brachte er Fotos auf das Glas und setzte sie collagenartig neben Elemente mit Bleiglastechnik.
Im Jahr 1971 gestaltete er die Fenster für das Savelberg-Kloster in Heerlen und in den 1980er Jahren für die Bahnhöfe in Heerlen und Voerendaal. Ein bemerkenswertes Beispiel seiner Malerei ist die Ausmalung der romanischen Sankt-Katharina-Kapelle aus dem 11. Jahrhundert in Lemiers im Jahr 1978.
Für seine Verdienste wurde Truijen 1997 zum Ritter des Ordens von Oranien-Nassau ernannt. Er starb 2005 im Alter von 77 Jahren.

## Arbeiten (Auswahl)

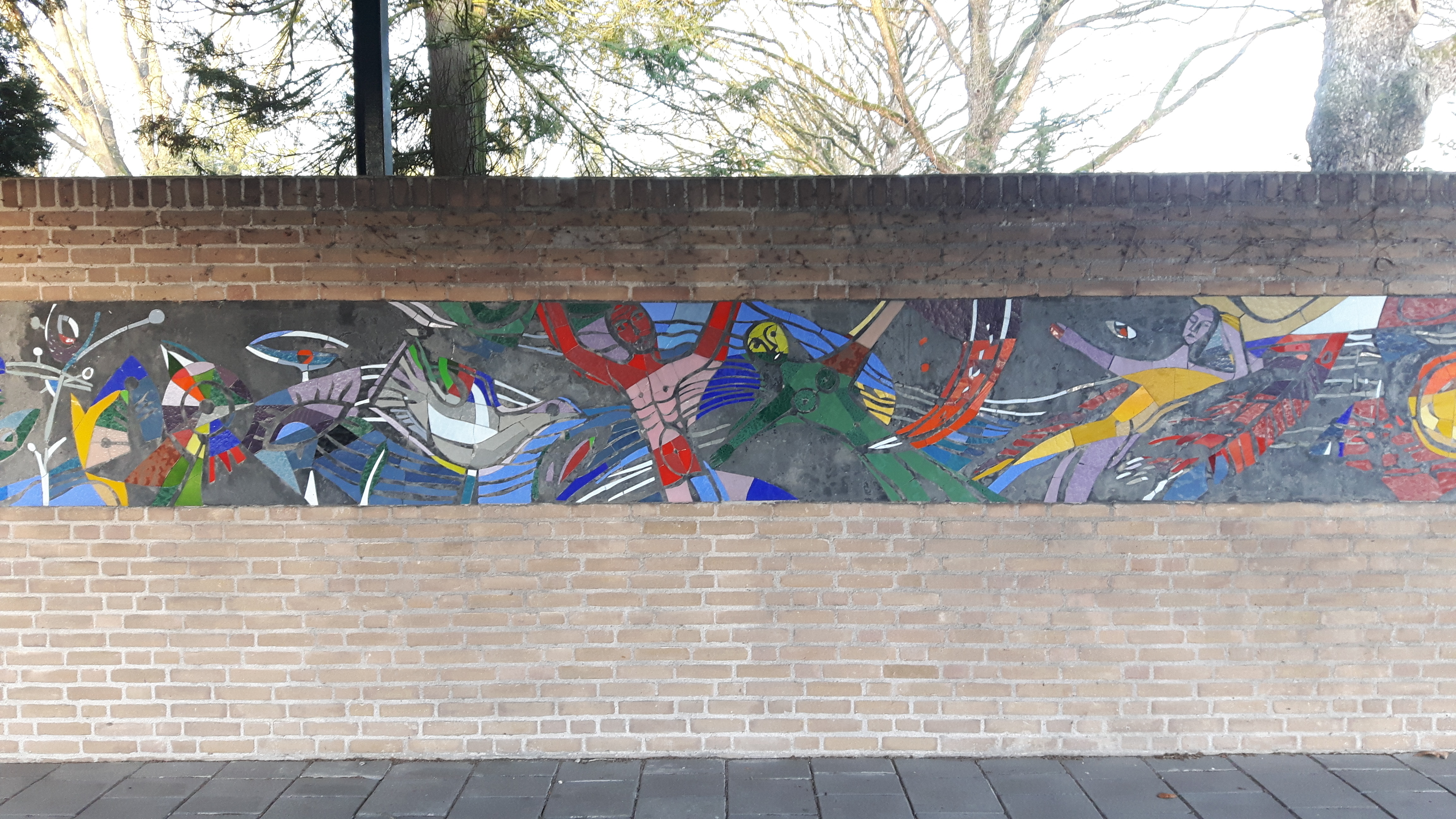
Mosaik auf dem Friedhof Vredehof in Nijmegen

- zwei Fenster (1958) für den Chor in der St.-Matthias-Kirche in Castenray
- Fenster mit abstrakten Kompositionen (1960) und ein Fenster mit den Symbolen der vier Evangelisten (1964) für die Himmelfahrtskirche in Mariadorp
- großes Fenster mit abstrakter Komposition (1960) für das Emma-College in Hoensbroek
- 31 Fenster (1960, 1963) für die St.-Clemens-Kirche in Hulsberg
- figurative Fenster für die Pastoor van Arskerk in Delft
- Mosaik Mutter Gottes als Beschützerin der Seeleute (1966) in Nijmegen
- Acht Pop-Art Fenster (1966–1968) für die Sint-Martinuskerk in Wyck (Maastricht)
- Fenster (1968) für St. Antonius in Echt
- drei Fenster (1968) in der Kapelle des Pflegeheims in Erkenkamp
- Fenster anlässlich des 100. Jahrestages (1971) der Ordensgründung in der Kapelle von Huize De Berg in Heerlen
- Pop-Art-Fenster (1971) für das Kloster Savelberg in Heerlen
- Wand- und Deckenmalerei (1978) in der Kapelle der Heiligen Katharina in Lemiers
- Zweiteilige Glaswand Der reisende Mensch (1985) im Bahnhof Heerlen
- Fenster (1987) für den Bahnhof in Helmond
- zwei Fenster mit Pflanzen- und Tiermotiven (1990) im Hochzeitszimmer des Rathauses in Voerendaal

## Arbeiten in öffentlichen Sammlungen (Auswahl)
- Bonnefantenmuseum, Maastricht
- Städtisches Museum, Roermond
- Museum van Bommel van Dam